# Grotrian (cràter)
Grotrian és un cràter d'impacte que es troba a l'hemisferi sud de la cara oculta de la Lluna. Es troba al nord del gran cràter Schrödinger, dins del seu mantell exterior de material ejectat. La llarga formació del Vallis Planck comença just al nord de Grotrian, continuant cap al nord-nord-oest en direcció cap al cràter Pikel'ner.

Localització de Grotrian (centre dreta de la imatge)
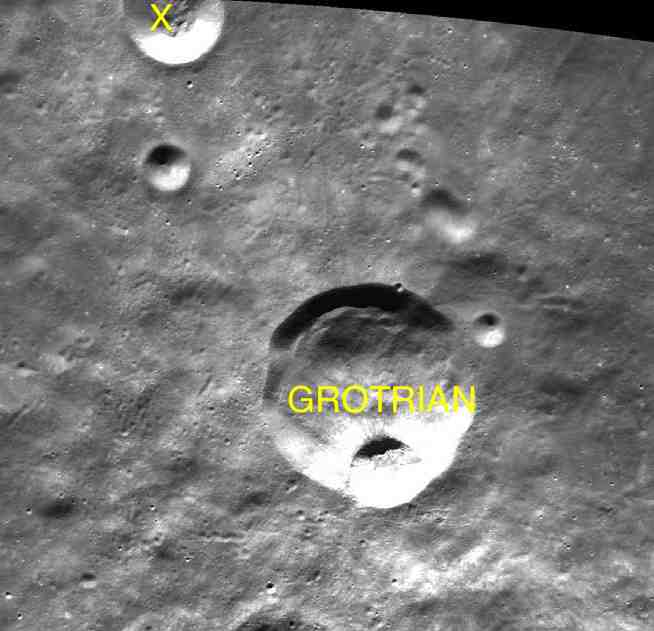
Cràters satèl·lit

La paret exterior d'aquest cràter és de forma gairebé circular, amb només un petit cràter que travessa seu costat sud, trencant la seva simetria. Les superfícies interiors formen pendents relativament suaus que continuen fins al material dipositat en la part inferior. A més de l'impacte abans esmentat i un petit cràter en l'extrem nord de la vora, aquesta formació no ha estat erosionada significativament per impactes posteriors.

## Cràters satèl·lit
Per convenció, aquests elements són identificats als mapes lunars posant la lletra al costat del punt mitjà del cràter que està més prop de Grotrian.
| Grotrian | Coordenades                            | Diàmetre |
| -------- | -------------------------------------- | -------- |
| X        | 64° 30′ S, 125° 30′ E / 64.5°S,125.5°E | 20 km    |